# شينيا نيشيكاوا
شينيا نيشيكاوا (باليابانية: 西川 慎也) (12 يونيو 1974 في فوكوكا في اليابان – )؛ هو لاعب كرة قدم ياباني سابق كان يلعب كمهاجم.

## وصلات خارجية
- شينيا نيشيكاوا على موقع رابطة كرة القدم اليابانية للمحترفين (اليابانية)
- شينيا نيشيكاوا على موقع عالم كرة القدم.نت (الإنجليزية)